# Villa Urquiza (Buenos Aires)
Villa Urquiza es uno de los barrios en que se encuentra dividida la ciudad de Buenos Aires (Argentina). Está comprendido por las calles Crisólogo Larralde, Galván, Núñez, Vías del F.G.B.M., Tronador, Franklin D. Roosevelt, Estomba, Monroe, Rómulo Naón, La Pampa y Av. de los Constituyentes. Limita con los barrios de Saavedra al norte, Coghlan y Belgrano al este, Villa Ortúzar y Parque Chas al sur, y Villa Pueyrredón al oeste. Pertenece a la Comuna 12.

## Descripción
Considerado tradicionalmente como un barrio residencial de baja densidad y contando con una clase media- media alta, en los últimos años, Villa Urquiza ha tomado un amplio despegue, tanto edilicio como comercial, desarrollado principalmente en los alrededores de las avenidas Triunvirato y Olazábal. Este crecimiento se justifica en parte por el boom constructor que vivió la ciudad a partir del año 2003 y también se debe a la expansión del subterráneo Línea B que permitió a sus habitantes arribar en pocos minutos al centro de la Capital.
La zona al norte de la línea de ferrocarril es popularmente denominada La Siberia. Por otro lado, la zona al este de Avenida Álvarez Thomas y al sur de Avenida Olazábal es el barrio no oficial llamado Villa Mazzini.

## Línea de subte y transporte

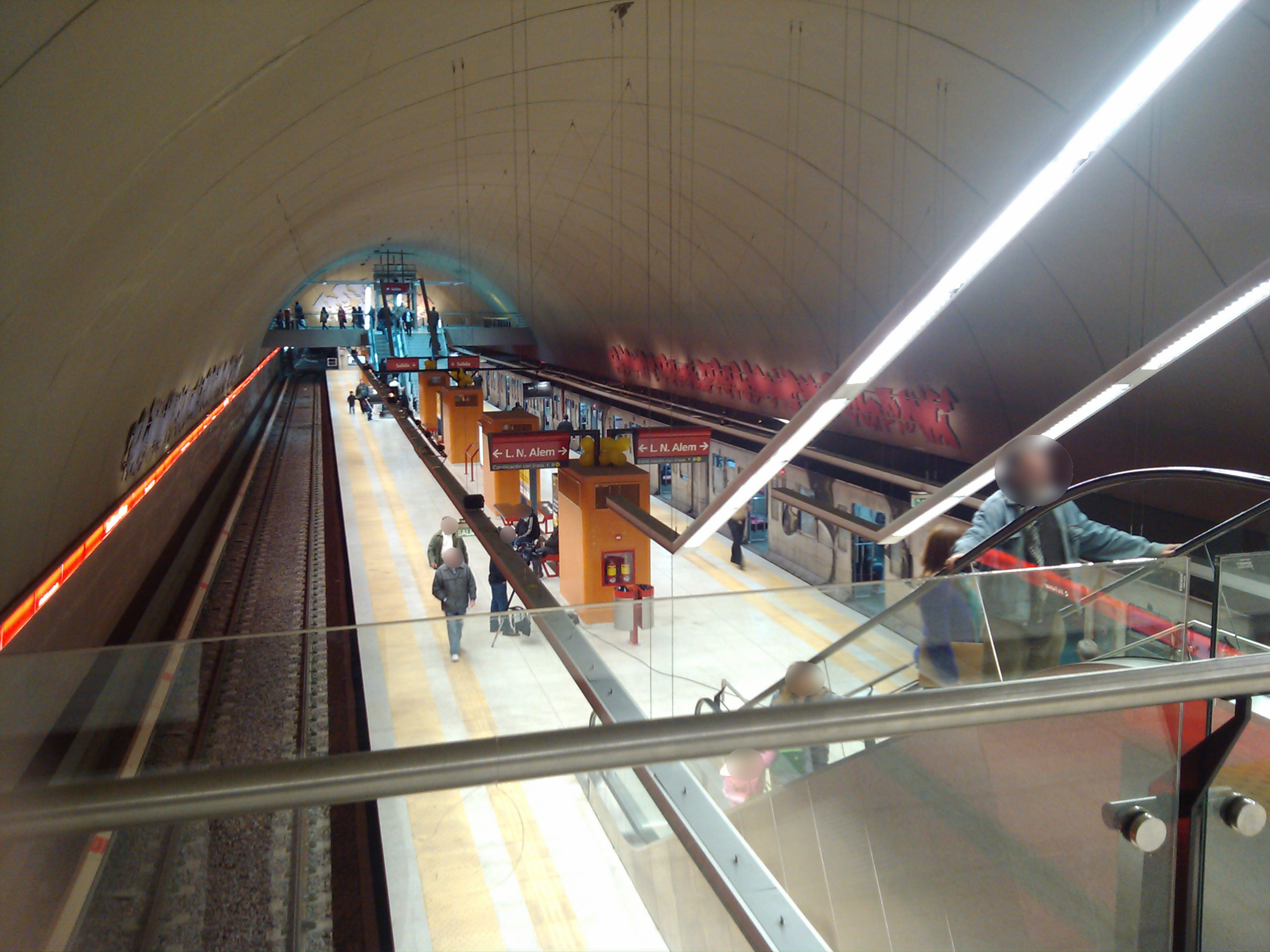
Vista de la Estación Rosas, el barrio se encuentra conectado a través de la línea B de subtes.

La expansión de la Línea B se inició en 1999, cuando el jefe de Gobierno porteño, Fernando De la Rúa, firmó el contrato de construcción para las estaciones Tronador y De los Incas, como una primera etapa que pretendía extender el servicio hasta la avenida Monroe, junto a la estación ferroviaria de Villa Urquiza. Por aquel entonces se calculaba que las estaciones Tronador y Los Incas estarían listas para el año 2001 y que durante el primer trimestre de 2003 entrarían en servicio las siguientes dos estaciones: Echeverría y Villa Urquiza. Sin embargo, la crisis financiera nacional pospuso todos los anuncios y los trabajos se demoraron mucho más de lo previsto, aunque nunca llegaron a suspenderse.
Así, el 9 de agosto de 2003, Aníbal Ibarra procede a inaugurar los trabajos de las estaciones Tronador y De los Incas - Parque Chas, ambas en la zona de influencia del barrio de Villa Urquiza, pero situadas específicamente en los barrios de Villa Ortúzar y Parque Chas.
La segunda etapa de la extensión de la Línea B se contrató el 5 de noviembre de 2004 y los trabajos se iniciaron el 19 de noviembre de ese año. Con esta nueva prolongación, se sumaron dos nuevas estaciones (Echeverría y Juan Manuel de Rosas) y un centro de trasbordo con el Ferrocarril Mitre. Convirtiendo a la Línea B la más larga de toda la ciudad, conectando el microcentro con zonas alejadas más de 12 km y a menos de 2 km de la Avenida General Paz. Estas dos nuevas estaciones tenían al planificarse, un costo de 100 millones de pesos argentinos y el plazo de obra era de 36 meses, debiendo ser finalizados para el 19 de noviembre de 2007.
Por el barrio también pasa la línea  Ferrocarril General Bartolomé Mitre, ramal José León Suárez, encontrándose la Estación General Urquiza inaugurada el 13 de abril de 1889 con el nombre de Las Catalinas, que pasó a tener la actual denominación en 1902 y la Estación Dr. Luis María Drago, inaugurada el 10 de noviembre de 1933 con el nombre de Parada km. 12, pasando a tener su actual denominación en 1934.

## Historia

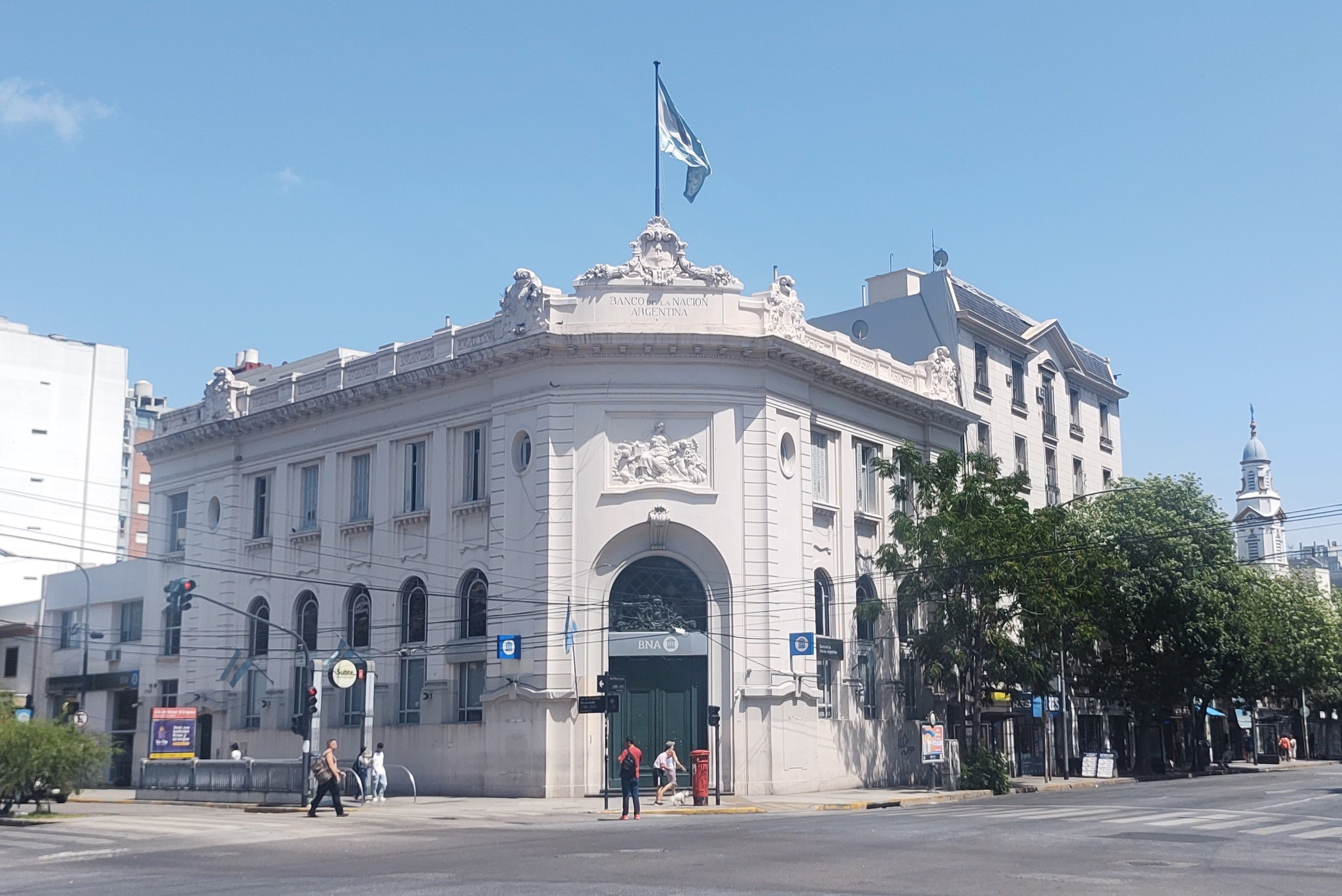
Sede del Banco Nación en Triunvirato y Roosevelt.

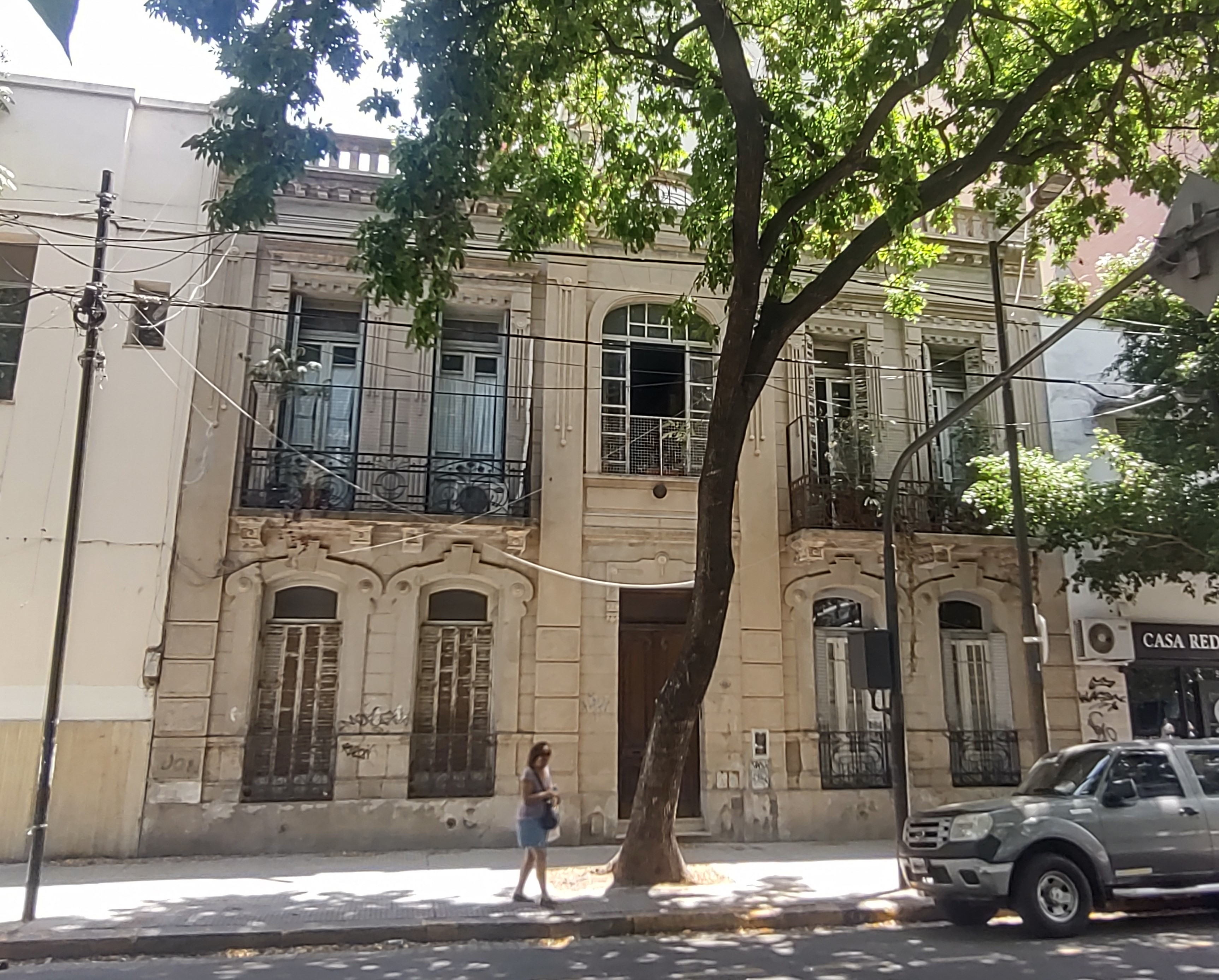
Antigua casa en Nahuel Huapi, frente a la plaza Echeverría

El fundador de Villa Urquiza fue Francisco Seeber, excapitán en la guerra de la Triple Alianza o guerra del Paraguay, y posteriormente intendente de Buenos Aires entre 1889 y 1890, comerciante y presidente del Ferrocarril Oeste (compañía de ferrocarriles occidentales) y también propietario de la empresa Las Catalinas, que construía los Muelles de las Catalinas, ubicados en lo que actualmente es la esquina de L. N. Alem y Paraguay, en pleno centro de la ciudad de Buenos Aires.
Dado que el terreno de Catalinas era sumamente bajo e inundable, debió procurarse material de relleno para poder efectuar la obra, y para ello fueron adquiridos unos terrenos pertenecientes a Francisco Cayol, ubicados en el entonces Cuartel Quinto de Belgrano, conocidos como las Lomas Altas, que tenían una altitud estimada en 40 metros sobre el nivel del río. Desde las Lomas, situadas a unos 10 km al noroeste de la obra de los muelles de Catalinas, se enviaba el material de relleno.
Seeber hizo que algunos de sus trabajadores (principalmente de origen entrerriano) se instalaran en las cercanías de la obra donde se extraía tierra y se fabricaban ladrillos, y ya a principios de 1887 se contaban residiendo en la zona unas 120 familias.
Seeber además construyó en la zona su casa, llamada Chalet Urquiza y luego de la finalización de la obra encomendó la urbanización, el loteo y la venta de parcelas en la zona, sobre 30 manzanas, la cual recibió como nombre inicial Villa de Las Catalinas.
Al poco tiempo, ya existían además del Chalet y la Villa de las Catalinas, otras dos urbanizaciones pequeñas llamadas Villa (o Chalet) Mazzini y Villa (o Chalet) Modelo (catorce manzanas, entre las actuales Avenida Triunvirato hasta Bucarelli, entre La Pampa y Olazábal).
En 1889 el actual Ferrocarril General Bartolomé Mitre (ramal José León Suárez) fija una estación en el barrio, en las actuales calles Monroe y Bauness.
Además, está documentado que en 1896 ya se había erigido la parroquia 'Nuestra Señora del Carmen', ubicada en la esquina de Avenida Triunvirato y
Cullen, que demuestra que el barrio ya se encontraba en desarrollo.
Los trabajadores que habían trabajado en el proyecto eran sobre todo de la provincia de Entre Ríos y al terminar su labor en los muelles y radicarse en la zona, solicitaron y obtuvieron que el conjunto de villas tomaran el nombre del héroe provincial y presidente de la Nación, General Justo José de Urquiza en 1901 y la estación recibió el nombre de General Urquiza en 1902.
Desde principios del actual siglo, el barrio vive un boom inmobiliario, reflejado en la cantidad de construcciones y la revalorización en los precios de la viviendas por metro cuadrado, impulsado por la demanda creciente y por la llegada del línea B de subterráneo hasta Roosevelt y Triunvirato. Por ejemplo, entre 2004 y 2008  se han construido 130 edificios en las 17 manzanas delimitadas por las avenidas Triunvirato, Congreso, Álvarez Thomas y la calle Roosevelt.

## Plazas y plazoletas

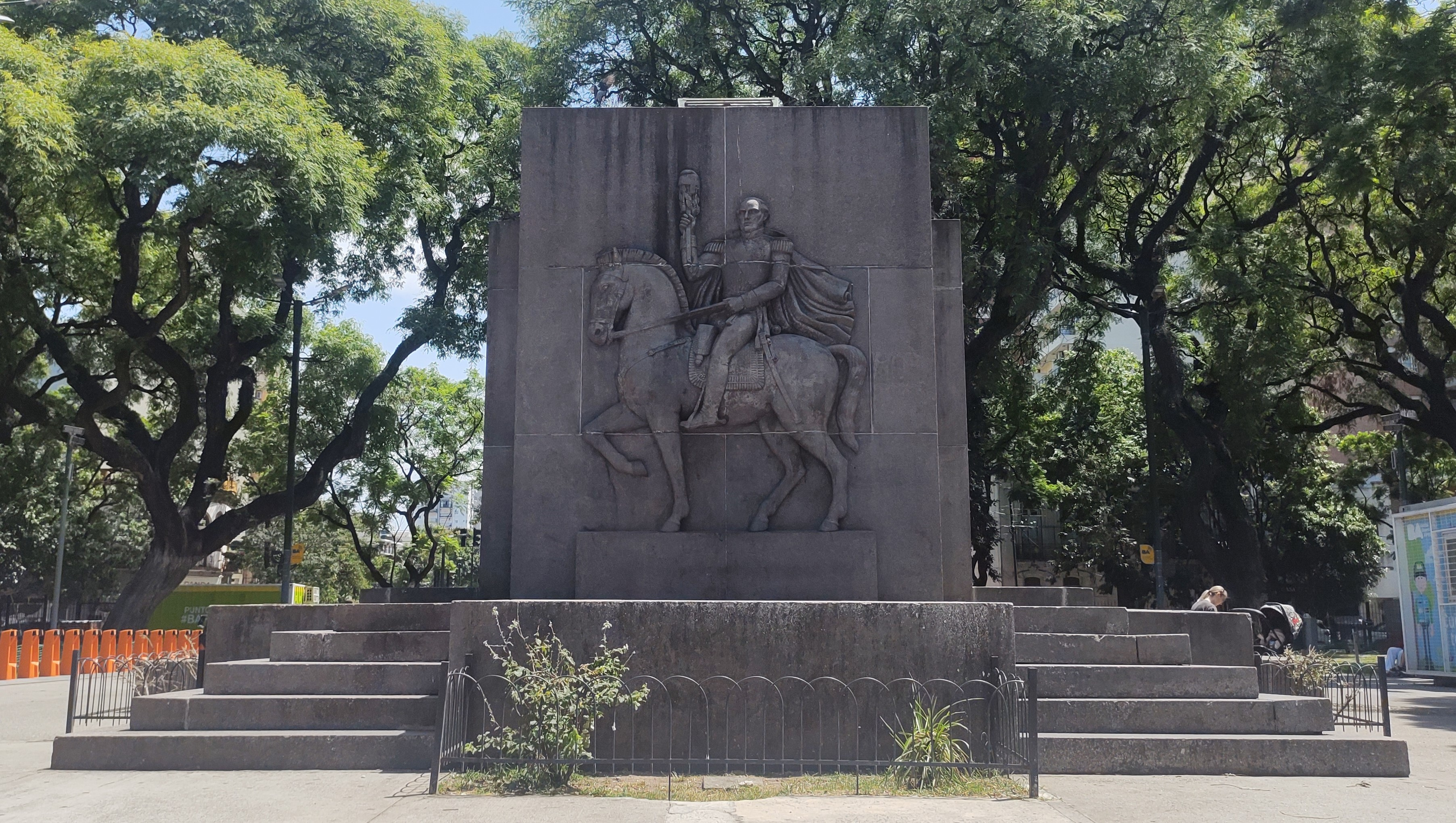
Monumento a Urquiza, de Pablo Tosto, en la plaza Echeverría.

Plaza Echeverría: delimitada por Bauness, Pedro Ignacio Rivera, Capdevila y Nahuel Huapi.
Plaza Brigadier Gral. José Matías Zapiola: delimitada por Echeverría, Donado, Juramento y Mariano Acha.
Plaza Marcos Sastre: delimitada por Miller, Monroe y Valdenegro.
Plaza Jorge Casal: delimitada por la Avenida Triunvirato, Roosevelt, Díaz Colodrero y las vías del Ferrocarril Mitre.
Plaza Monroe: delimitada por Monroe, Holmberg y las vías del Ferrocarril Mitre.
Plaza Paseo de la Paz: delimitada por Monroe, Holmberg y Blanco Encalada.
Plazoleta sin nombre: espacio de forma triangular delimitado por Quesada, Plaza y las vías del Ferrocarril Mitre.
Plazoleta Capitán Domingo Millán: espacio de forma triangular delimitado por San Francisco de Asís, Plaza e Iberá.
Plazoleta Villa de las Catalinas: espacio de forma triangular delimitado por Triunvirato, Bauness y Le Bretón.
Plazoleta Doña Petrona C. de Gandulfo: entre Donado, Núñez, Holmberg y Manuela Pedraza.
Plazoleta sin nombre: entre Donado, José P. Tamborini, Holmberg y Manuela Pedraza.
Plazoleta Salvador Allende: entre Donado, José P. Tamborini, Holmberg e Iberá.
Plazoleta Eslovaquia: entre Donado, Iberá, Holmberg y Quesada.
Plazoleta República Socialista de Vietnam: entre Donado, Quesada, Holmberg y Congreso.
Plazoleta Pascual Contursi: en Monroe, frente a la estación de tren General Urquiza.

## Deporte
En el plano deportivo el club más importante del barrio es el Club Pinocho, siendo el club más importante del futsal argentino. El "verde" se ha consagrado en 13 ocasiones de la Primera División del Campeonato de Futsal AFA (Argentina), y en 2 oportunidades del Torneo Nacional de Futsal. En 2006 y 2007 consiguió el tercer puesto en la Copa Libertadores de Futsal.

## Personajes célebres
- Juan José Caruso.
- Jorge Casal.
- Enrique Pedro Delfino.[7]
- Ricardo Caruso Lombardi.
- María Graña.
- Luis Alberto Spinetta.
- Natalie Pérez.
- Lucía Galán y Joaquín Galán, integrantes del dúo Pimpinela.
- Chino Darín.
- Guillermo Guerrero.
- Paola Krum
- Roberto Carnaghi
- Vicente Viloni
- Renata Fachile